# Kinderzulage
Die Kinderzulage ist in Deutschland eine Zulage für Personen, die ein oder mehrere Kinder versorgen.

## Nach dem Eigenheimzulagengesetz
Die Kinderzulage war im § 9 Abs. 5 Eigenheimzulagengesetz geregelt und ersetzte seit dem 1. Januar 1996 das Baukindergeld. So konnten Bauherren oder Erwerber von Wohneigentum, die einen Anspruch auf die Eigenheimzulage haben, für jedes Kind, für das sie im Förderzeitraum einen Kinderfreibetrag oder Kindergeld erhalten, jährlich (für die Dauer der Grundförderung) eine Kinderzulage von 800 € beantragen. Voraussetzung: das Kind gehört zum gemeinsamen, inländischen Haushalt oder hat dazu gehört. 2005 wurde die Eigenheimzulage ersatzlos abgeschafft.

## Gesetzliche Unfallversicherung
Die Kinderzulage war nach § 583 Reichsversicherungsordnung eine zusätzliche Leistung, die Schwerverletzte mit Anspruch auf Verletztenrente erhielten. Kinderzulage wurde bis zur Vollendung des 18. Lebensjahres geleistet, unter Umständen auch darüber hinaus. Die Kinderzulage betrug 10 Prozent der Verletztenrente, Kinderzulage und Verletztenrente durften jedoch nicht höher sein als 85 Prozent des Jahresarbeitsverdienstes. Im Gegensatz zur Verletztenrente selbst passte sich die Kinderzulage nicht der Rentenentwicklung an. Kinderzulage wurde mindestens bis zur Höhe des Kinderzuschusses geleistet, wenn ohne die Kinderzulage ein Anspruch bestanden hätte.
Die Kinderzulage lief zum 1. Januar 1984 aus und wurde nur noch für solche Kinder geleistet, die vor diesem Tag geboren waren. Aufgrund der Übergangsregelung des § 217 Abs. 3 SGB VII wird Kinderzulage auch heute noch gezahlt, wenn zum 1. Januar 1997 ein Anspruch bestand.